# Бурунди на летних Олимпийских играх 2012
Бурунди принимала участие в летних Олимпийских играх 2012 года, которые проходили в Лондоне (Великобритания) с 27 июля по 12 августа, где её представляли 6 спортсменов в трёх видах спорта. На церемонии открытия Олимпийских игр флаг Бурунди несла Диана Нукури.
На летних Олимпийских играх 2012 Бурунди не сумела завоевать ни одной олимпийской медали. Франсина Нийонсаба сумела на дистанции 800 метров выйти в финал, в котором она заняла седьмое место. При этом в полуфинальном забеге Нийонсаба сумела обновить национальный рекорд. Знаменосец команды Диана Нукури заняла в марафоне 31 место, а также установила новый рекорд Бурунди.

## Состав и результаты

### Дзюдо
Женщины
| Соревнование | Спортсмены        | 1/16 финала              | 1/8 финала            | Четвертьфинал         | Полуфинал             | Финал                 | Место |
| Соревнование | Спортсмены        | Соперник Результат       | Соперник Результат    | Соперник Результат    | Соперник Результат    | Соперник Результат    | Место |
| ------------ | ----------------- | ------------------------ | --------------------- | --------------------- | --------------------- | --------------------- | ----- |
| до 78 кг     | Одетт Нтахонвукие | GABО. Коумба П 0000:0020 | Завершила выступление | Завершила выступление | Завершила выступление | Завершила выступление | 17    |

### Лёгкая атлетика
Мужчины
Беговые виды
| Соревнование | Спортсмены       | Отборочный раунд | Отборочный раунд | Отборочный раунд | Финал                | Финал                |
| Соревнование | Спортсмены       | Забег            | Результат        | Место            | Результат            | Место                |
| ------------ | ---------------- | ---------------- | ---------------- | ---------------- | -------------------- | -------------------- |
| 5000 метров  | Оливье Ирабарута | 1                | 13:46,25         | 13               | Завершил выступление | Завершил выступление |

Женщины
Беговые виды
| Соревнование | Спортсмены         | Отборочный раунд | Отборочный раунд | Отборочный раунд | Полуфинал | Полуфинал | Полуфинал | Финал     | Финал |
| Соревнование | Спортсмены         | Забег            | Результат        | Место            | Забег     | Результат | Место     | Результат | Место |
| ------------ | ------------------ | ---------------- | ---------------- | ---------------- | --------- | --------- | --------- | --------- | ----- |
| 800 метров   | Франсина Нийонсаба | 3                | 2:07,57          | 1 Q              | 3         | 1:58,67   | 2 Q       | 1:59,63   | 7     |

Шоссейные виды
| Соревнование | Спортсмены   | Результат | Место |
| ------------ | ------------ | --------- | ----- |
| Марафон      | Диана Нукури | 2:30:13   | 31    |

### Плавание
Мужчины
| Соревнование              | Спортсмены      | Отборочный раунд | Отборочный раунд | Полуфинал            | Полуфинал            | Финал                | Финал                |
| Соревнование              | Спортсмены      | Результат        | Место            | Результат            | Место                | Результат            | Место                |
| ------------------------- | --------------- | ---------------- | ---------------- | -------------------- | -------------------- | -------------------- | -------------------- |
| 100 метров вольным стилем | Бени Бинобагира | 1:04,57          | 56               | Завершил выступление | Завершил выступление | Завершил выступление | Завершил выступление |

Женщины
| Соревнование             | Спортсмены     | Отборочный раунд | Отборочный раунд | Полуфинал             | Полуфинал             | Финал                 | Финал                 |
| Соревнование             | Спортсмены     | Результат        | Место            | Результат             | Место                 | Результат             | Место                 |
| ------------------------ | -------------- | ---------------- | ---------------- | --------------------- | --------------------- | --------------------- | --------------------- |
| 50 метров вольным стилем | Элзи Увамахоро | 33,14            | 67               | Завершила выступление | Завершила выступление | Завершила выступление | Завершила выступление |